# Parc de Pedralbes
Parc de Pedralbes är en park i Spanien.   Den ligger i provinsen Província de Barcelona och regionen Katalonien, i den östra delen av landet, 500 km öster om huvudstaden Madrid. Parc de Pedralbes ligger 78 meter över havet.
Terrängen runt Parc de Pedralbes är kuperad åt nordväst, men åt sydost är den platt. Runt Parc de Pedralbes är det mycket tätbefolkat, med 10 000 invånare per kvadratkilometer. Närmaste större samhälle är Barcelona, 3,4 km öster om Parc de Pedralbes. Runt Parc de Pedralbes är det i huvudsak tätbebyggt.